# Moombahcore
El moombahcore (también conocido como moombahstep en algunos casos) es un estilo derivado del moombahton que, a pesar de que su nombre posee el sufijo -core en este género, tiene una fuerte orientación al dubstep moderno, motivo por el cual no se le debe catalogar como un subgénero del hardcore techno ni del dubstep mismo, sino como una variación del moombahton. Además de incorporar elementos del dutch house al igual que el moombahton fusiona elementos del grime, drumstep, breakcore, techstep y brostep, haciendo que este sea un género agresivo. Este género puede estar asociado en muchos casos al glitch hop y al término mid tempo.

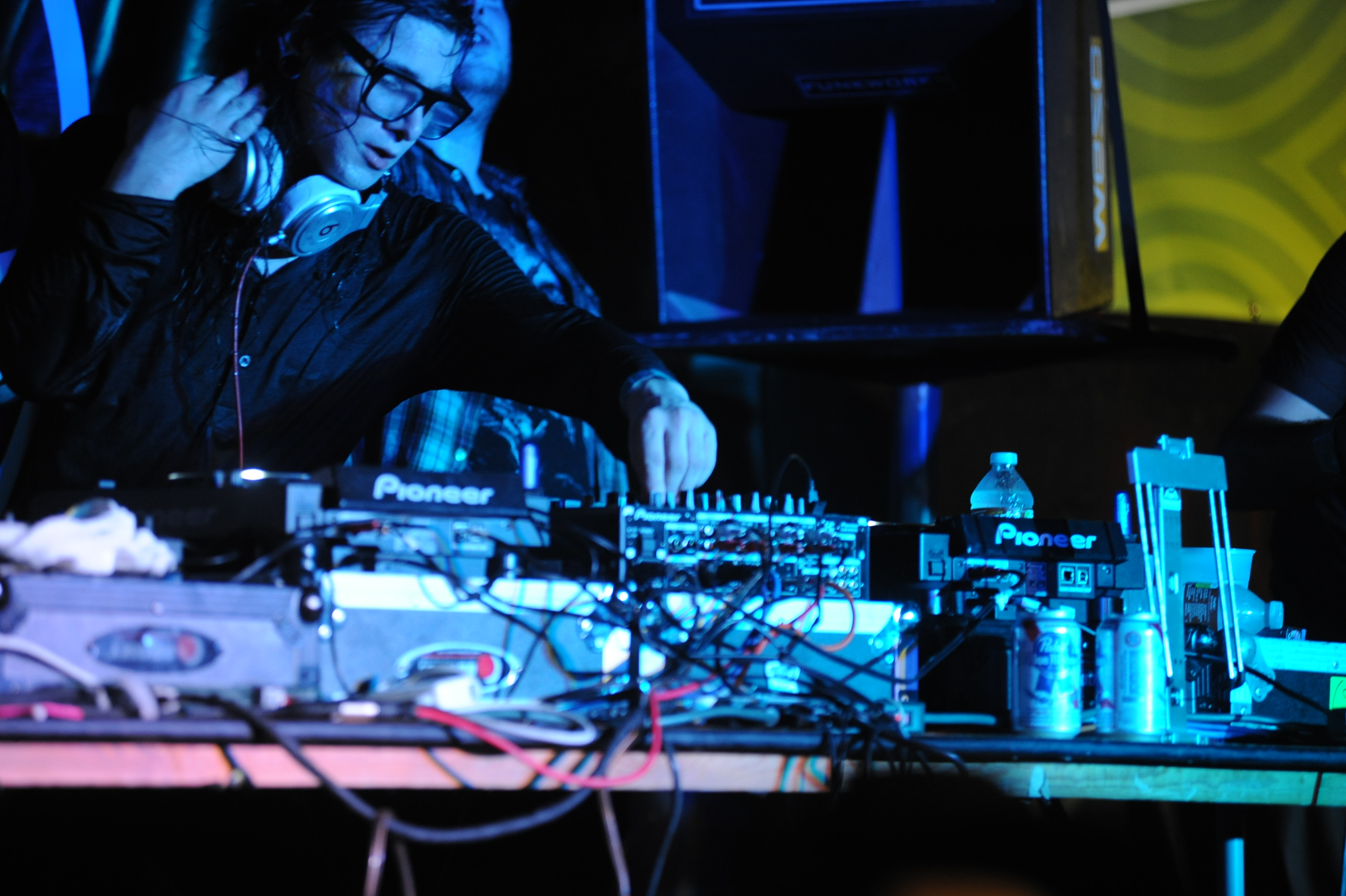
Dillon Francis y Skrillex, han sido dos de los pioneros de este género.

## Características

### Ritmo
El ritmo del moombahcore tiene sus orígenes en la fusión del tempo del moombahton y los sonidos de percusión del dubstep en donde se sintetizan dos bombos en el primer y tercer tiempo, y dos cajas en el segundo y cuarto tiempo de un compás de 4/4, con acompañamiento de hi-hats y platillos típicos del dubstep, en vez de llevar la base y/o ritmo de dembow que es una principal característica del moombahton y del reguetón; exceptuando la caja que, en general, no es tan pesada o extensa haciendo menos uso de la reverberación en ella. También se suelen usar, en las secciones precedentes y consecuentes al drop, los patrones de percusión del moombahton. Se puede encontrar normalmente este género en un tempo que alcanza desde 100 BPM hasta los 112 BPM, tomando un rango general de 110 BPM.

### Drops
El drop es definido como el punto de mayor preponderancia en la mayoría de los estilos en la electrónica, en este el moombahcore hereda la incorporación del wobble bass, una técnica que oscila el nivel de filtro paso bajo variando y atenuando frecuencias altas, permitiendo únicamente la salida de las más bajas.
También se utiliza la modulación de frecuencia, las líneas de bajo distorsionadas, y sonidos diseñados digitalmente como los screams y growls, aunque la implementación de estos elementos dista del propio dubstep ya que el tempo del moombahton influye en las composiciones de forma más enérgica.

## Orígenes
El moombahcore se origina a inicios de la década de 2010 con exponentes como Nadastrom, Munchi, Skrillex, Dillon Francis.
Desde el 2011 muchos productores de la escena del dubstep y música electrónica de baile lanzaban sus producciones de moombahcore, de las cuales muchas culminaron en plataformas como Soundcloud y YouTube, lo que causó que su popularidad fuera aumentando a la par de otros géneros de bass music.

Entre las producciones más reconocidas se encuentran algunas como «Reptile» y «Bangarang» de Skrillex, «Razor Sharp» de Pegboard Nerds con Tristam, e «IDGAFOS» de Dillon Francis.

## Artistas asociados al género
- Knife Party
- Pegboard Nerds
- Dillon Francis
- Artistas del sello Monstercat
- Diplo
- Feed Me
- Teminite
- Barely Alive
- Different Heaven
- The Living Tombstone
- Borgore
- Eatbones
- Nadastrom
- Schoolboy
- Kairo Kingdom
- Alvin Risk
- Tristam
- 501
- Calvertron
- Dream
- Virtual Riot
- Kezwik
- Munchi
- Nick Thayer
- Nero
- Noisestorm
- Datsik
- Downlink
- Excision
- Porter Robinson
- DatPhoria
- Bassnectar
- Doctor P
- Delta Heavy
- Moomoo
- Flinch
- Rogue
- Dub5tah
- MaksFulliling
- DotEXE
- Nanoo
- Azazal
- Kotori
- Zixtone
- Panda Eyes
- Krewella
- Dex Arson
- Savant
- Zomboy
- Camellia